# Рикке, Карл-Виктор
Карл-Виктор Рикке (нем. Karl Viktor Riecke; 27 мая 1830, Штутгарт, Королевство Вюртемберг — 9 марта 1898, там же) — немецкий писатель

, вюртембергский политический и государственный деятель. Министр финансов Вюртемберга. Член ландтага Вюртемберга.

## Биография
С 1849 по 1852 год изучал право, деловое администрирование, коммерческую экономику и машиностроение в Тюбингенском университете. Работал бухгалтером, таможенником в департаменте государственного имущества Вюртемберга. Был членом Бундесрата Германской империи.
В 1870 году возведён во дворянство. Руководил статистическо-топографическим бюро (июль 1873—1877 и 1877—ноябрь 1880).
Почётный доктор наук Тюбингенского университета с 1876 года. В 1885 году был назначен в главный совет Короны — Тайный совет.
В 1891 году был назначен министром финансов Вюртенберга.
Умер 9 марта 1898 года после продолжительной болезни сердца.

## Награды
Королевства Вюртемберг:
- Орден Вюртембергской короны рыцарский крест 1-го класса (1870)[4]
- Орден Фридриха командорский крест 2-го класса (1874)[5]
- Орден Вюртембергской короны командорский крест (2-го класса, без звезды) (1888)[6]
- Орден Фридриха большой крест (1893)[7]
- Серебряная юбилейная медаль[8]
- Орден Вюртембергской короны большой крест

Прочих государств:
- Орден Церингенского льва рыцарский крест 1-го класса (великое герцогство Баден)[9]
- Орден Святого Станислава 2-й степени (Российская империя)
- Орден Короны 2-го класса (6 января 1871, королевство Пруссия)[10]
- Орден Красного орла 1-го класса (1897, королевство Пруссия)

## Избранные произведения
- «Verfassung, Verwaltung und Staatshaushalt des Königreichs Württemberg» (Штутгарт, 1882; 2 изд., 1887).
- «Württembergische Jahrbücher für Statistik und Landeskunde» (1878).
- «Beschreibung des Landes nach Oberämter» (1824–1886)